# Kout na Šumavě
Kout na Šumavě (en allemand : Kauth) est une commune du district de Domažlice, dans la région de Plzeň, en Tchéquie. Sa population s'élevait à 1 129 habitants en 2017.

## Géographie
Kout na Šumavě se trouve à 4 km a l'ouest-nord-ouest du centre de Kdyně, à 7 km au sud-est du centre de Domažlice, à 47 km au sud-ouest de Plzeň et à 128 km au sud-ouest de Prague.
La commune est limitée par Spáňov et Zahořany au nord, par Kdyně à l'est et au sud, et par Mrákov à l'ouest.

## Histoire
La première mention écrite du village date de 1279.